# Unité urbaine de Boussens
L'unité urbaine de Boussens est une unité urbaine française centrée sur la ville de Boussens, département de la Haute-Garonne.

## Données globales
En 2010, selon l'Insee, l'unité urbaine de Boussens est composée de trois communes, situées dans l'arrondissement de Muret et de Saint-Gaudens, subdivision administrative du département de la Haute-Garonne.

## Délimitation de l'unité urbaine de 2010
En 2010, l'Insee a procédé à une révision des délimitations des unités urbaines  de la France; celle de Boussens est composée de trois communes.
L'unité urbaine de Boussens appartient à l'aire urbaine de Toulouse.

### Communes
Liste des communes appartenant à l'unité urbaine de Boussens selon la nouvelle délimitation de 2010 et sa population municipale en 2010 (liste établie par ordre alphabétique) :
| Nom                   | Code Insee | Département   | Statut       | Superficie (km2) | Population (dernière pop. légale) | Densité (hab./km2) | Modifier                                    |
| --------------------- | ---------- | ------------- | ------------ | ---------------- | --------------------------------- | ------------------ | ------------------------------------------- |
| Boussens              | 31084      | Haute-Garonne | ville-centre | 4,33             | 1 108 (2022)                      | 256                | modifier les données · modifier les données |
| Mancioux              | 31314      | Haute-Garonne | banlieue     | 7,22             | 379 (2022)                        | 52                 | modifier les données · modifier les données |
| Roquefort-sur-Garonne | 31457      | Haute-Garonne | ville-centre | 13,56            | 799 (2022)                        | 59                 | modifier les données · modifier les données |

## Évolution démographique
L'évolution démographique ci-dessous concerne l'unité urbaine selon le périmètre défini en 2010.
| 1968  | 1975  | 1982  | 1990  | 1999  | 2008  | 2013  | 2014  | 2015  |
| ----- | ----- | ----- | ----- | ----- | ----- | ----- | ----- | ----- |
| 2 115 | 1 887 | 1 941 | 1 994 | 1 892 | 2 243 | 2 351 | 2 360 | 2 354 |

| 2016  | 2017  | 2019  | 2021  | 2022  | - | - | - | - |
| ----- | ----- | ----- | ----- | ----- | - | - | - | - |
| 2 315 | 2 277 | 2 239 | 2 249 | 2 286 | - | - | - | - |